# زمان (أغنية)
زمان هي الأغنية الرئيسية لألبوم أمل حجازي زمان لعام 2002، والتي تعتبر الأغنية المميزة لأمل؛ حيث تعتبر الأغنية المنفردة الأكثر شهرة والأكثر شعبية لها، وحصلت على المرتبة الأولى في عدد من البلدان مثل لبنان وسوريا والأردن ومصر والجزائر والمغرب. «زمان» هي واحدة من الأغاني الأكثر شهرة ونجاحاً في أوائل العقد الأول من القرن العشرين، وتعتبر ناجحة عالمياً.
لعبت الأغنية أيضاً دوراً مهماً في زيادة مبيعات ألبوم زمان. فبحلول نهاية العام، أصبحت الأغنية واحدة من أكبر الأغاني نجاحاً في هذا العام، محطمة الأرقام القياسية والمبيعات حول العالم. بالإضافة إلى ذلك، تلقّت إشادة كبيرة من النقاد والمنتجين، وكان نجاح الأغنية والألبوم السبب في توقيع أمل حجازي لعقدٍ مع باناسونيك لتكون السفيرة الرسمية لعلامتها التجارية.
كان الفيديو الموسيقي لـ «زمان» واحداً من أعلى الأغاني وأكثرها تكلفةً في عام 2002. وأخرجه أحمد المهدي الذي صور أمل حجازي كشابة تفكر في الوقت الذي أمضته مع عشيقها. في بداية المقطع، تجلس أمل حجازي على الأريكة وهي تبدأ في الغناء. وخلال اللحظات القليلة التالية، تظهر مشاهد تتصفح فيها ألبوماً للصور ثم تسير في زقاق مظلم وهي تغني.
أعتبرت الأغنية طفرة أمل حجازي في العديد من الأسواق في جميع أنحاء العالم لأنها حققت نجاحاً كبيراً في بلدان لم تنجح فيها أعمالها السابقة.
وبسبب نجاحها في الأسواق العالمية، وصلت الأغنية إلى المرتبة الأولى في الأسواق اللبنانية والمصرية. وبنهاية عام 2002، صنفت كأكثر أغنية ناجحة في العام. وحتى اليوم، تعتبر «زمان» واحدة من أهم الأغاني العربية والأغنية الرئيسية في مسيرة أمل حجازي.

## مخطط بياني
| الدولة                   | المركز (حتى 2009) |
| ------------------------ | ----------------- |
| مصر                      | 1                 |
| الإمارات العربية المتحدة | 2                 |
| لبنان                    | 1 (لمدة 6 أسابيع) |
| قطر                      | 1                 |
| جدة                      | 1                 |
| الأردن                   | 1                 |
| البحرين                  | 1                 |
| الرياض                   | 1                 |
| الجزائر                  | 1                 |
| تونس                     | 1                 |
| المغرب                   | 4                 |